# The Sims 4: Psy i koty
The Sims 4: Psy i koty (ang. The Sims 4: Cats & Dogs) – czwarty dodatek do gry komputerowej The Sims 4, stworzony przez studio Maxis i wydany przez Electronic Arts. Jego premiera miała miejsce 10 listopada 2017 roku na Microsoft Windows oraz 31 lipca 2018 na Xbox One i PlayStation 4. Dodatek wprowadza do gry zwierzęta i zawiera elementy rozgrywki znane w serii The Sims wcześniej z rozszerzeń The Sims: Zwierzaki, The Sims 2: Zwierzaki oraz The Sims 3: Zwierzaki.
Dodatek zdobył pozytywne opinie za swoją bogatą zawartość oraz innowacyjne podejście do interakcji ze zwierzętami, mimo że pojawiły się pewne uwagi dotyczące technicznych aspektów i ceny.

## Rozrywka
Dodatek wprowadza do gry możliwość posiadania i opieki nad zwierzętami domowymi, w szczególności psami i kotami, co znacząco wzbogaca rozgrywkę i pozwala graczom na większą personalizację i symulację życia swoich simów. Rozszerzenie wprowadza również wiele nowych ubrań, fryzur, cech charakteru oraz przedmiotów.
The Sims 4: Psy i koty dodaje rozbudowane narzędzie Stwórz Zwierzaka, które oferuje wiele możliwości dostosowywania wyglądu i charakteru zwierząt. Gracz rozpoczyna proces tworzenia zwierzęcia od wyboru spośród setek znanych ras psów i kotów. Dzięki narzędziu można nie tylko wybierać rasy, ale także swobodnie mieszać je między sobą, tworząc unikalne hybrydy. Narzędzie pozwala na szczegółową personalizację wyglądu, umożliwiając zmianę kształtu uszu, ogona, sylwetki czy pyska. Gracz może także dostosować kolor futra, wybierając typowe umaszczenie lub tworząc zupełnie nowe wzory – na przykład można dodać abstrakcyjne elementy, takie jak różowe paski na ogonie czy wielobarwne plamy. Narzędzie umożliwia również ubranie zwierzaka w różnorodne akcesoria, takie jak obroże, chusty, kokardy i inne ozdoby.
Zwierzęta oddają realistyczne zachowania i nawyki swoich odpowiedników w rzeczywistości. Przykładowo kot może uciekać przed psem, wskakując na drzewo, szafkę lub lodówkę, a pies może kopać dołki w ogródku, uczyć się nowych sztuczek lub gonić ptaki podczas spaceru. Każde zwierzę ma swoje indywidualne cechy charakteru, co sprawia, że są one unikalne i różnorodne – jeden pies może być żywiołowy i uwielbiać zabawy na świeżym powietrzu, podczas gdy inny będzie leniwie leżał na kanapie przez większą część dnia. Dzięki temu każde zwierzę dodaje do życia simów nie tylko wiele radości, ale także wyzwań, które sprawiają, że rozgrywka jest pełna nieprzewidywalnych sytuacji i autentycznych emocji.
Dodatek wzbogaca rozgrywkę o nowe elementy, które umożliwiają simom lepszą opiekę nad swoimi zwierzakami. Oprócz karmienia i dbania o higienę swoich czworonogów gracze mają do dyspozycji liczne akcesoria, takie jak legowiska, drapaki, zabawki oraz specjalne elementy wyposażenia przeznaczone dla zwierząt. W sklepach dostępne są także obroże, smycze, zabawki interaktywne oraz różne przedmioty, które sprawiają, że zwierzęta czują się komfortowo w domu simów. Możliwość pełnej opieki nad zwierzakami dodaje element realizmu do życia simów, ponieważ dbanie o zdrowie i potrzeby zwierząt staje się ich codziennym zadaniem.
The Sims 4: Psy i koty wprowadza także opcję otwarcia i prowadzenia kliniki weterynaryjnej, co daje graczom możliwość rozpoczęcia kariery weterynarza. Simowie mogą zdobywać doświadczenie w leczeniu zwierząt, rozwijać swoje umiejętności oraz awansować w zawodzie weterynarza. Klinika weterynaryjna to nowe wyzwanie zawodowe, które pozwala simom diagnozować i leczyć różne choroby, a także zarządzać własną praktyką weterynaryjną. Gracz może rozwijać klinikę, kupując nowy sprzęt medyczny, zatrudniać pracowników i zdobywać opinie klientów, co dodaje aspekt biznesowy do gry. Klinika weterynaryjna to także miejsce, w którym simowie mogą zadbać o zdrowie swoich czworonożnych przyjaciół, oferując im profesjonalną opiekę.
Dodatek wprowadza do gry zupełnie nowe miasto o nazwie Brindleton Bay, które jest malowniczym miejscem, inspirowanym nadmorskimi miejscowościami. Brindleton Bay oferuje wiele ciekawych lokalizacji do eksploracji, takich jak parki idealne do spacerów z psami, miejsca do zabaw z czworonogami oraz klimatyczne przestrzenie nad wodą. To nowe miasteczko zawiera również parcele mieszkalne i użytkowe, dzięki czemu gracze mogą stworzyć w nim swoje domy, kliniki weterynaryjne lub miejsca spotkań dla innych simów i ich zwierząt. Malownicze krajobrazy Brindleton Bay dodają grze uroku, a możliwość życia w miejscu, gdzie simowie mogą swobodnie spacerować z psami, stanowi dodatkowy atut tego dodatku.

## Historia
Za tworzenie dodatku The Sims 4: Psy i koty odpowiedzialne było studio Maxis. Gra została oficjalnie zapowiedziana przez EA 21 sierpnia 2017 roku podczas corocznych targów Gamescom w Kolonii, a premiera dodatku miała miejsce kilka miesięcy później – 10 listopada 2017 roku. Dodatek 31 lipca 2018 miał swoją premierę również na konsolach Xbox One i PlayStation 4.
Zespoły odpowiedzialne za projektowanie dodatku od samego początku miały jasną wizję stworzenia bardziej realistycznych, inteligentnych zwierząt, które będą pełnoprawnymi członkami rodzin simów. Głównym celem twórców było uchwycenie indywidualnych cech charakteru psów i kotów oraz ich unikalnych zachowań. Twórcy, w tym główny producent dodatku, Grant Rodiek, wielokrotnie podkreślali, że dodatek miał dostarczyć graczom nie tylko realistycznych zwierząt, ale również głębokich, autentycznych interakcji, które sprawią, że psy i koty staną się istotną częścią życia simów, a nie tylko dodatkiem wizualnym.
Przy produkcji dodatku zespół Maxis musiał zmierzyć się z wyzwaniem stworzenia zwierząt o realistycznym wyglądzie i zachowaniu, które będą naturalnie wkomponowane w świat gry. Jednym z kluczowych aspektów rozgrywki było narzędzie Stwórz Zwierzaka, które miało oferować szerokie możliwości personalizacji wyglądu i charakteru zwierząt, aby każdy gracz mógł stworzyć wymarzonego podopiecznego. Twórcy przeanalizowali setki ras psów i kotów oraz ich cechy, by wprowadzić do gry autentyczne zachowania i szeroki wybór wizualny.
Jednym z największych wyzwań, o którym wspominali twórcy, było zapewnienie unikalnego zachowania dla każdego zwierzęcia. Każdy kot i pies miał posiadać indywidualne cechy charakteru i interakcje, co wymagało złożonego systemu sztucznej inteligencji i skomplikowanej animacji. Proces tworzenia realistycznych modeli zwierząt i ich naturalnych ruchów był czasochłonny, dlatego część zespołu skupiła się na badaniu ruchów i zachowań zwierząt. W wywiadach programiści mówili o trudności uchwycenia subtelnych gestów, takich jak charakterystyczne chodzenie kota czy ekscytacja psa na widok właściciela. Każdy aspekt, od futra aż po zachowania instynktowne, był szczegółowo opracowywany, by osiągnąć pożądany poziom realizmu.
Grant Rodiek i inni członkowie zespołu wielokrotnie wyrażali entuzjazm związany z produkcją dodatku Psy i koty. Rodiek przyznał w jednym z wywiadów, że dodanie zwierząt było jednym z najbardziej oczekiwanych elementów przez społeczność graczy, dlatego zespół Maxis czuł dużą odpowiedzialność, aby sprostać tym oczekiwaniom. Twórcy często komunikowali się z fanami za pomocą mediów społecznościowych i forum gry, odpowiadając na pytania i prezentując kulisy produkcji. Dzięki temu mogli lepiej zrozumieć, jakie oczekiwania ma społeczność wobec zwierząt w grze oraz jakich funkcji gracze najbardziej pragną.
Twórcy mówili, że szczególną uwagę zwrócili na to, by zwierzęta miały unikalne osobowości i reagowały na swoich właścicieli w sposób realistyczny. Rodiek wyjaśnił, że stworzenie systemu interakcji, który pozwala zwierzętom wchodzić w głębsze relacje z simami i oddziaływać na nastrój swoich właścicieli, było jednym z priorytetów produkcji. Celem zespołu było oddanie wrażenia, że zwierzęta mają własne emocje i potrzeby, co czyni je bardziej zbliżonymi do prawdziwych zwierząt.

## Odbiór
The Sims 4: Psy i koty zyskał przeważnie pozytywny odbiór, osiągając średnią ocenę na poziomie około 81% na Metacritic oraz 84% na OpenCritic. Wiele recenzji koncentrowało się na wysokiej jakości detali oraz możliwościach personalizacji zwierząt, które umożliwiały graczom tworzenie unikalnych pupili według własnych upodobań. Autentyczność zachowań zwierząt została również doceniona, ponieważ miały one realny wpływ na interakcje z simami, co znacząco wzbogacało rozgrywkę oraz wprowadzało emocjonalne elementy do relacji między postaciami. Nowa lokalizacja, Brindleton Bay, zdobyła uznanie za piękne krajobrazy oraz różnorodność zadań do wykonania, co zwiększało immersję w świat gry.
Mimo pozytywnego odbioru, dodatek nie uniknął krytyki. Problemy techniczne, szczególnie w wersjach konsolowych, były często podnoszone przez recenzentów, którzy zwracali uwagę na trudności w obsłudze. Cena dodatku była również przedmiotem dyskusji, a niektórzy recenzenci uznali ją za zbyt wysoką w porównaniu do oferowanej zawartości. Niemniej jednak, Psy i koty odniosły komercyjny sukces, stając się jednym z najlepiej sprzedających się dodatków do The Sims 4 na PC.